# Pio dal Borgo
Pio dal Borgo (Pisa, 8 febbraio 1707 – 1785) è stato un giurista e letterato italiano.

## Biografia
Fratello di Flaminio, fu un personaggio di spicco nella vita culturale e politica del Settecento toscano. Giurista ed avvocato, si distinse anche come letterato. Autore di liriche sacre e morali, ma anche erotiche, giocose e satiriche; scrisse anche cantate e libretti di carattere erudito e squisitamente metastasiano, ma anche commedie d'imitazione goldoniana.

## Opere
Cantate
- I Trionfi di Goffredo in Gerusalemme per la venuta in Pisa di Francesco III Duca di Lorena, e Ottavo Gran Duca di Toscana
- Il Trionfo dell'Arno per le nozze dei Sovrani Pietro Leopoldo d'Austria, e Maria Luisa di Spagna

Tragedie
- Il Catilina
- San Jacopo Interciso
- Errico di Sicilia ossia Il matrimonio di vendetta

Drammi
- Orazio
- Berenice
- Pompeo in Armenia

Commedie
- Il Caos con la Nuccia al cembalo
- Il viaggiatore
- Lo specifico per la pace di casa
- La Bambara
- La Sferza de' Mozzorecchi
- Il Museo dei Merlotti